# Franziskanerkloster Limburg

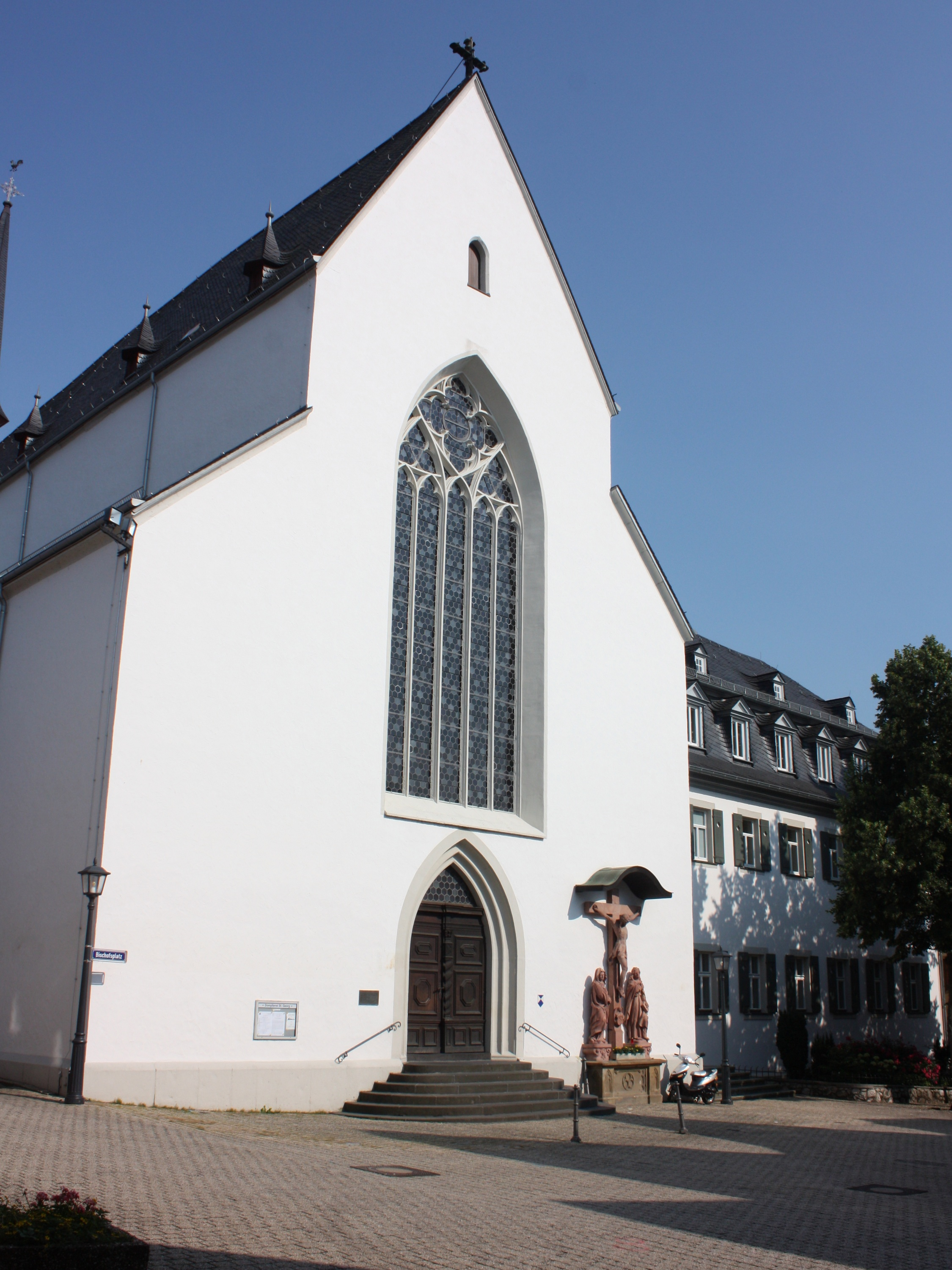
Stadtkirche im Bettelordensstil mit anschließenden ehemaligen Klostergebäuden

Das Franziskanerkloster Limburg war ein Kloster der Franziskaner in Limburg an der Lahn und bestand von etwa 1232 bis 1813. Klosterkirche war die heutige Stadtkirche, die Klostergebäude am heutigen Bischofsplatz wurden seit 1827 vom Bistum Limburg als Wohnsitz des Bischofs und Diözesanverwaltung genutzt.

## Geschichte
Um 1232 ließen sich die Franziskaner, Angehörige eines Bettelordens, der zu den Discalceaten („Barfüssern“) gehört, in Limburg nieder und nutzten 1252 zunächst eine hölzerne Kirche, den Vorgängerbau der Stadtkirche. Der Neubau der Kirche erfolgte Anfang des 14. Jahrhunderts und wurde möglich durch Zuwendungen seitens der wohlhabenden Limburger Bürgerschaft an das Kloster. Bei den Reformbewegungen im Franziskanerorden im 15. Jahrhundert schlossen sich die Limburger Franziskaner der strengeren „Observanzbewegung“ an und übertrugen 1485 ihren gesamten Besitz 1458 dem Erzbischof von Trier. Die Reformation führte zu einer Schließung des Klosters zwischen 1577 und 1582. Es wurde dann aber weitergeführt und nahm im 17. Jahrhundert einen bedeutenden Aufschwung, der dazu führte, dass es die Gärten und Häuser der Umgebung auf der Südseite des Roßmarktes und entlang der Stadtmauer erwarb. Ab 1625 gehörte der Konvent in Limburg zur erneuerten Sächsischen Franziskanerprovinz und gelangte 1635 zur neu gebildeten Thüringischen Ordensprovinz; zum Konvent gehörte das Noviziat, und er betrieb eine Lateinschule, eine Brauerei (1713) und eine Tuchfabrik mit Färberei (1713).
Das Franziskanerkloster wurde 1813 im Zuge der Säkularisation erneut geschlossen. Die Kirche wurde vom Staat übernommen und 1820 zur Stadtkirche erklärt. Ab 1794 befand sich in Teilen des Klosters das kurtrierische Hofgericht, welches vor den Franzosen aus Koblenz geflohen war, zwischen 1809 und 1822 diente es als Amtsrezeptur mit Beamtenwohnung des herzoglichen Amtmanns bis zum Umzug in die Erbach. Der Ost- und Südostflügel des aufgehobenen Klosters beherbergte zwischen 1816 und 1830 die herzoglich-nassauische Münzprägeanstalt mit einer Wohnung für den Münzmeister. Seit 1827 nutzte das in diesem Jahr gegründete Bistum Limburg das Gebäudeensemble als Wohnsitz des Bischofs und Diözesanverwaltung.

## Gebäude
1742 wurde die Kirche im Barockstil umgebaut. Vor der Westfassade von Kirche und Kloster lag ein ummauerter Vorhof, in dem sich der Friedhof sowie seit circa 1670 bis zur Erbauung der sog. Aula (1744/45) das Gymnasium befanden. Herzstück des Gebäudekomplexes, der in den Jahren von 1737 bis 1743 in der heutigen Form entstand, ist der ehemalige mittelalterliche Kreuzgang südlich der Kirche. Durch einen umfassenden Umbau der Vorgängerbauten entstanden ein lang gestreckter Flügel nach Süden und nach Osten ein winkelförmiger Anbau. Die Flügel sind jeweils dreistöckig mit gleichmäßigen Fensterachsen und hohen Mansard- bzw. Satteldächern, lediglich die Nord- und Westpartien sind zweistöckig. Die Fassade zum Bischofsplatz zeigt sieben Fensterachsen mit schlichten Werksteinrahmungen und durchfenstertem Mansarddach. Auf dem diamantierten Schlussstein des Portals befindet sich die Jahreszahl 1738. Die Bauten der Barockzeit wurden in sehr schlichten Formen ausgeführt, auf Schmuckformen und Repräsentationsräume wurde weitgehend verzichtet. Die gotischen Kreuzganggewölbe wurden durch barocke Tonnengewölbe ersetzt. Im Erdgeschoss der südwestlichen Ecke des Kreuzganggevierts sind zwei tief herabgezogene gotische Kreuzgratgewölbe verblieben – vermutlich einst Teil des ehemaligen mittelalterlichen Brauhauses des Klosters. Wohl ebenfalls noch von der Vorgängerbebauung stammen insgesamt drei tonnengewölbte Kellerräume. Die Umfriedung bestand bis 1808, als sie zur Schaffung des heutigen Bischofsplatzes abgerissen wurde.
In den Räumlichkeiten blieben neben kleinen Resten der kräftig farbigen Innenraumfassung der Umbauphase verschiedene mittelalterliche sowie barocke Ausstattungsstücke (Truhen, Schränke, Gemälde und Skulpturen) sowie die dreiläufige, marmorierte Haupttreppe mit Schrägbalustern des 18. Jahrhunderts erhalten. 1930/31 wurden einige Umbaumaßnahmen vorgenommen, bei denen auch der Hofeingang mit einem Hochrelief des reitenden Georg geschmückt wurde, welches 1932 von Arnold Hensler entworfen worden war.